# Журавейка
Журавейка — коротка, зазвичай у вигляді куплетів з двох рядків, жартівлива пісенька, написана для підрозділів польської кавалерії у міжвоєнний період. У гумористичному та іронічному стилі презентує факти з історії і буденність певного підрозділу. Також ці куплети оспівують жінок, пиятику, часто використовується чорний гумор та лайлива лексика. Всього у міжвоєнній Польщі було 27 полків уланів та 10 полків кінних стрільців. У кожного з них були свої журавейки.

## Історія
Журавейки використовувалися і у кавалерійських підрозділах російської армії. Саме з традицій російської кавалерії запозичені як самі пісеньки, так і їхня назва. Назва жанру походить від назви популярної російської солдатської пісні — «Журавель». Батьком журавейок вважають Михайла Лермонтова. Саме він написав перші куплети такого типу під час своєї служби в армії. 

Часто теми журавейки стосуються радянсько-польської війни, як відбулася на початковому етапі існування польської кавалерії. Саме під час цієї війни відбулася популяризація жанру. Деякі історики знаходять коріння польських журавейок і у раніші часи. Як приклад наводиться «Марш уланів» часів Січневого повстання 1863 року. Крім цього, під час Першої світової війни польські легіони співали «Пісню ескадрону Васовіча», яка описує дії кавалерії під час штурму Рокитного 13 червня 1915 року.